# Juanes
Juanes, pseudonimo di Juan Esteban Aristizabal Vásquez (Carolina del Príncipe, 9 agosto 1972), è un cantante e chitarrista colombiano.

## Carriera
Nel 1999 ha deciso di iniziare la sua carriera da solista come Juanes, abbreviazione del suo nome vero Juan Esteban, e in 12 anni e 5 dischi è diventato massimo esponente della storia del Rock latino, con maggiore credibilità, vendita e proiezione (120 milioni di dischi venduti in carriera) del mercato internazionale, nonché in uno dei più grandi cantanti sudamericani di tutti i tempi.  È stato inoltre l'artista con più vendite nel decennio 2000-09, superando Eminem.
Nato a Medellín, da piccolo Juanes ha ricevuto influenze dai vari tipi di musica latinoamericana ed ha imparato a suonare la chitarra acustica a 7 anni. Successivamente ha iniziato, a 10 anni, a suonare canzoni più heavy ispirato dai Metallica. La sua carriera artistica è partita all'età di 15 anni a Medellín con la fondazione di un gruppo thrash metal chiamato Ekhymosis, un gruppo che rimarrà unito per 12 anni con 5 album in carriera.
Il suo debutto da solista (in cui ha espresso il proprio orientamento politico) è stato Fíjate bien ("Fa' attenzione"), del (2000), che gli ha fruttato tre Latin Grammys: Migliore Artista Novità, Miglior Album Vocale da Solista e Miglior Canzone Rock.

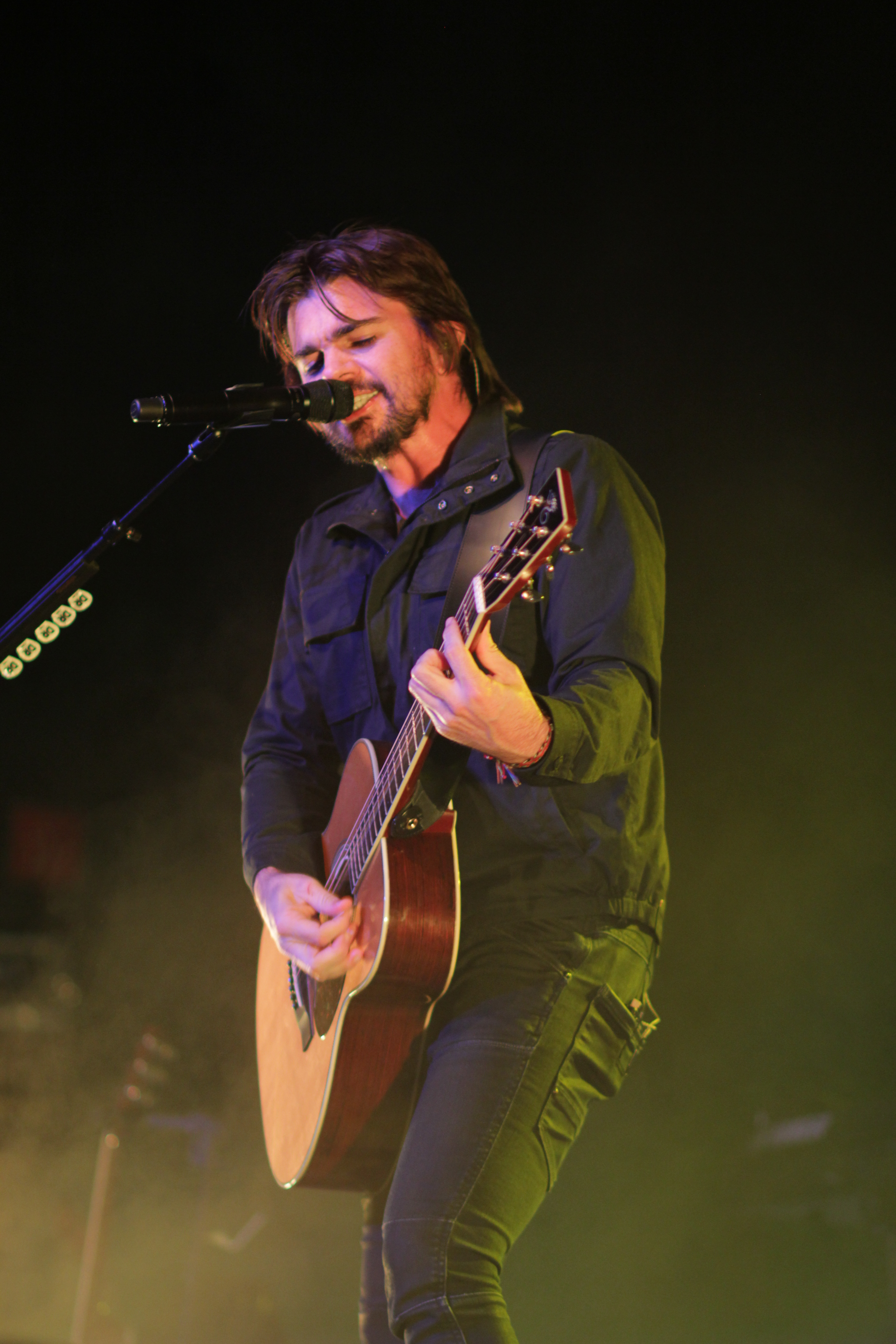
Juanes in concerto per lUnplugged Tour nel 2012

Il seguente, Un día normal prodotto da Gustavo Santaolalla (2002), è stata una mega-hit di platino nell'America Latina e ha dominato in quell'anno i Latin Grammys, per i quali era stato nominato e in cui ha vinto cinque premi, inclusi quelli di Canzone dell'Anno e Album dell'Anno. Quell'album comprendeva Fotografía, un duetto con la cantante canadese-portoghese Nelly Furtado sul tema dell'isolamento tra gli amanti. Il suo successivo album, Mi sangre è stato lanciato nel settembre 2004 e ha esordito al primo posto nelle classifiche latine e internazionali stilate dalla rivista Billboard.
In Europa è diventato molto famoso con Mi sangre ed in particolare con il singolo da esso estratto, La camisa negra, canzone che, oltre ad ottenere un grande successo, ha suscitato diverse polemiche in quanto, in particolare in Italia, si è ritenuto che facesse riferimento alle camicie nere indossate dai gendarmi del regime fascista. In realtà, nel testo del brano, la "camisa negra" è un simbolo di lutto e viene indossata da un uomo devastato dal dolore per una storia d'amore terminata.

Nei Latin Grammys del 2005, Juanes ha vinto altri tre premi, che si sono aggiunti ai suoi nove Grammy precedenti. Ha ricevuto il premio di Migliore Canzone Rock per Nada valgo sin tu amor ("Non valgo niente senza il tuo amore"), Miglior Album Rock da Solista per Mi sangre e Miglior Video Musicale per Volverte a ver ("Vederti un'altra volta").
Il 9 dicembre 2005, Juanes è stato il principale ospite musicale della cerimonia per il sorteggio finale dei gironi dei Mondiali di calcio 2006, tenutasi a Lipsia (Germania). Nell'occasione ha presentato la sua canzone La camisa negra.
In seguito alla morte di Michael Jackson nell'estate 2009 e del suo maxiconcerto "Paz sin fronteras" (organizzato da Juanes a spese proprie) tenutosi a Cuba il 20 settembre di quell'anno davanti a quasi 1 milione e mezzo di spettatori e circa 900 milioni di telespettatori, 
È apparso in un cameo nel film del 2006 Bordertown e in un episodio della seconda stagione di Paso adelante, dove lo si vede suonare in un pub il brano A Dios le pido.
È inoltre apparso nella puntata 119 de Il mondo di Patty, suonando alla radio il brano Me enamora. Fa anche piccole comparse nelle puntate 120, 121 e 122, sempre dello stesso telefilm. Ricordiamo anche il suo singolo “Una flor” come colonna sonora della serie Jane the Virgin.

## Stile musicale
La sua chitarra elettrica produce una musica originale con estrema varietà di fonti, stili e influenze. Della sua infanzia prende quei ritmi autoctoni latini come vallenato, ranchera, tango, bolero, salsa, guasca e trova cubana, che il padre Javier insieme ai suoi fratelli Javier Jr, Josè e Jaime, insegnarono al piccolo Juan. Loro furono anche i suoi primi professori di canto e chitarra.
Nei suoi testi mescola i suoi timori, le aspirazioni, la sua sensibilità sociale, con l'amore intenso che sente per la sua famiglia. Con tutti questi ingredienti musicali e non, crea una fusione completamente originale.

## Discografia

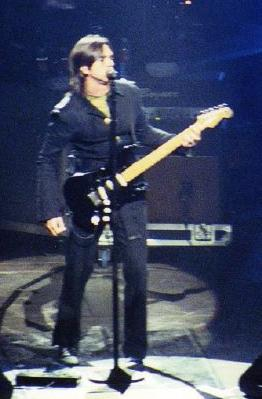
Juanes si esibisce durante il " Mi Sangre tour"

### Album in studio
- 2000 – Fíjate bien
- 2002 – Un día normal
- 2004 – Mi sangre
- 2007 – La vida... es un ratico
- 2010 – P.A.R.C.E.
- 2014 – Loco de amor
- 2017 – Mis planes son amarte

### Collaborazioni
- 2003 – Fotografía - con Nelly Furtado
- 2004 – La paga - con i Black Eyed Peas
- 2004 – Powerless (Say What You Want) - versione spagnola con Nelly Furtado
- 2006 – Te busqué - con Nelly Furtado
- 2006 – The Shadow of your Smile - con Tony Bennett
- 2006 – Il mio canto libero e Mi libre canción - con Laura Pausini
- 2007 – Nada particular - con Miguel Bosé
- 2009 – Gioia infinita - con Negrita
- 2013 – La Flaca - con Carlos Santana

## Filmografia

### Film d'animazione
- Ferdinand, regia di Carlos Saldanha (2017) - voce
- Capitán Avispa, regia di Juan Gabriel Guerra (2024) - voce

### Cinema
- Bordertown, regia di Gregory Nava (2006) - cameo

- Pimpinero - Morte e contrabbando (Pimpinero: Sangre y Gasolina), regia di Andrés Baiz (2024)